# Christophe André (Squashspieler)
Christophe André (* 29. Mai 1987 in Saint-Pierre, Réunion) ist ein ehemaliger französischer Squashspieler.

## Karriere
Christophe André begann seine professionelle Karriere im Jahr 2013 und gewann sechs Turniere auf der PSA World Tour. Seine höchste Platzierung in der Weltrangliste erreichte er mit Rang 96 im Oktober 2016. Er nahm 2014 an der Europameisterschaft teil und schied im Achtelfinale gegen Nicolas Müller aus. Mit der französischen Nationalmannschaft wurde er 2014 hinter England Vizeeuropameister.

## Erfolge
- Vizeeuropameister mit der Mannschaft: 2014
- Gewonnene PSA-Titel: 6